# اسب‌لوله‌ای گونتر
اسب‌لوله‌ای گونتر (نام علمی: Solegnathus lettiensis) نام یک گونه از سرده کفش‌آرواره‌ها است.